# 大光寺合戦
大光寺合戦（だいこうじかっせん）は、元弘3年/正慶2年（1333年）から建武元年（1334年）にかけて行われた、鎌倉幕府滅亡に伴う津軽の豪族による合戦。

## 沿革
正慶2年（元弘3年、1333年）5月、鎌倉が陥落し、鎌倉幕府は滅亡した。執権北条氏の一族の安達高景、名越時如らは所領のあった秋田に逃亡した。彼らは湊の城（現秋田県秋田市土崎港）に立て籠ったが、在地の諸将から朝敵として扱われ、対峙されたため、11月にやむなく御内人の曾我道性を頼って津軽の大光寺楯（現青森県平川市）に拠った。
これに対し、岩館曾我氏の曾我光高や、田舎郡の成田泰次・工藤貞行らは朝廷方に付き、陸奧国司北畠顕家の命を受けた多田貞綱、伊賀貞光、南部師行らの援助を受け、元弘4年（改元により建武元年（1334年））1月に攻撃、大光寺側は敗れて石川楯（青森県弘前市）に逃げた。だが、顕家は各地の有力武士を津軽に派遣し、合戦が4、5月と続いたが、ついに城は落ちた。敗残兵は相馬持寄城（青森県弘前市）に立て籠ったが、8月から9月にかけて大光寺側を撃滅し、11月になると名越時如、安達高景も降伏した。
同年12月、降服して津軽に留め置かれた者と、身柄を預かった者の名簿（『津軽降人交名注申状』(南部家文書)）が作成されたが、それによれば曾我氏も工藤氏・小川（河）氏も、いずれも一族分裂して戦った。
この戦功で、岩館曽我氏は岩館と大光寺城を居城として勢力を拡げた。また、奥州工藤氏も鎌倉幕府滅亡に際して、幕府方と朝廷方に分裂し、多くは幕府方に付いたため所領を没収された者もいるが、朝廷方となった工藤貞行の活躍は目覚ましいものがあった。